# Campeonato Sul-Brasileiro de Futebol Amador
O Campeonato Sul-Brasileiro de Futebol Amador é uma competição de futebol na categoria amadora, disputada anualmente desde 1988. Oficializado pela Confederação Brasileira de Futebol, reúne os campeões estaduais amadores de São Paulo, Paraná, Santa Catarina e Rio Grande do Sul. É organizado, dirigido e patrocinado pelas Federações destes estados.
Atualmente, o Sul-Brasileiro de Futebol Amador é organizado pela Federação Paulista de Futebol que, em 2008, foi a promotora do evento pela primeira vez.

## Sedes
A primeira edição da competição, em 1988, foi a única a reunir apenas dois participantes — Clube 15 de Novembro, do Rio Grande do Sul, e União Capão Raso, do Paraná e também a única a ser disputada no sistema de ida e volta. O 15 de Novembro de Campo Bom (RS) foi o campeão, vencendo em casa por 2 a 1 e empatando a partida de Curitiba (PR) por 2 a 2.
A segunda edição, em 1989, foi a primeira a ter sede fixa, sendo realizada em Campo Bom, no Rio Grande do Sul. O campeão foi o Vila Fanny, de Curitiba. Em 1990, o campeonato foi realizado no Estádio do Pinheirão, em Curitiba (PR), sendo vitorioso o Nova Petrópolis, da cidade gaúcha de mesmo nome.
Em 1991, Nova Petrópolis (RS) foi a sede do Sul-Brasileiro de Amadores. Vila Fanny foi novamente o campeão. Curitiba foi novamente sede do campeonato, disputado no Estádio Ismael Gabardo, em 1992. A edição marcou a estréia de equipes de Santa Catarina e São Paulo na competição. E o time anfitrião, Vila Fanny, conquistou o bicampeonato.
O campeonato de 1993 contou com a participação de quatro equipes, sendo duas do Paraná, após a desistência do representante paulista. Entretanto, apesar de ter saído vitorioso no confronto decisivo com o Vila Fanny, na última rodada, o Vila Rosa foi desclassificado por utilizar jogadores profissionais, o que não era permitido no regulamento do torneio. A equipe paranaense foi declarada campeã.
Santa Catarina recebeu a edição de 1994 do Sul-Brasileiro de Amadores, a qual foi realizada na cidade de São Miguel do Oeste. O Flórida, da cidade paranaense homônima, sagrou-se campeão. Em 1995, o Estádio Ismael Gabardo, pertencente ao Vila Fanny (que conquistou seu quinto título), mais uma vez sediou a competição. Em 1995, o Sport Club Ivoti conquistou o campeonato, realizado em Ivoti (RS).
A edição de 1997, realizada em Joinville (SC), teve o Sete de Setembro de Dois Irmãos como vencedor. Em 1998, duas cidades paranaenses sediaram o evento: Maringá e Flórida, sendo campeão o Vila Rosa de Dois Irmãos.
Em 1999, na cidade de Dois Irmãos (RS), pela primeira vez uma equipe catarinense conquistou o título. O vencedor foi o Juventude, de Lindóia do Sul, que conquistaria outros três títulos na sequência: 2000 em Lindóia do Sul (SC), 2001 em Curitiba e 2002 em Dois Irmãos.
No retorno do Campeonato Sul-Brasileiro de Amadores a São Miguel do Oeste, em 2003, o título ficou com o time mandante, o Guarani. Esta edição foi organizada pela Federação Catarinense de Futebol e os jogos foram realizados no Estádio Padre Aurélio Cansi. O Guarani seria também o campeão do ano seguinte, na competição realizada em Engenheiro Beltrão (PR), no Estádio João Cavalcante Menezes.
Em 2005, no Estádio Olmar de Carli, em Fagundes Varela, o Botafogo local foi o campeão. No ano seguinte, em Xanxerê (SC), o vencedor foi o Olaria local.
No ano de 2007, o campeonato foi disputado mais uma vez em Curitiba, no Estádio Francisco Muraro, campo do Trieste, clube que ficou com o título.[carece de fontes?] Em 2008, foi a vez do Americano de Novo Hamburgo sagrar-se campeão, em evento realizado em Guarulhos (SP). Nesta edição, o Clube Atlético Loandense, campeão da Taça Paraná, abriu mão de sua vaga, que foi preenchida pelo vice-campeão Combate Barreirinha. O Show do Esporte de Tubarão também desistiu de participar, deixando Santa Catarina sem representantes na competição. Em seu lugar, foi incluído o Valtra de Mogi das Cruzes/SP.
A edição de 2009 foi realizada em Ibirubá, no Rio Grande do Sul, na cidade do Campeão Gaúcho de Amadores. O Grêmio Ibirubá foi o campeão vencendo na final o Juventude, de Lindóia do Sul, no Estádio Carlos Jacob Simon. Em terceiro lugar ficou o São Manoel (PR) e em quarto o Real, de Santo André (SP), que substituiu, como vice-campeão paulista, o Nacional da Vila Vivaldi, de São Bernardo do Campo, que desistiu da competição.
Em 2010 a competição foi realizada em Itapiranga, em Santa Catarina com as participações do Cometa (SC), campeão catarinense de 2009, Gramadense (RS), campeão gaúcho de 2009 e Urano (PR), campeão da 46º Taça Paraná de Futebol Amador mais o campeão paulista e o campeão paulista de 2009, a Valtra de Mogi das Cruzes/SP.
O campeão foi o Gramadense (RS), ficando em segundo lugar o Cometa (SC), em terceiro o Urano (PR) e em quarto a Valtra de Mogi das Cruzes/SP.
O Estado do Paraná sediará a competição em 2011, Em Campo Largo,  na qual, o seu representante, é o Campeão da Taça Paraná de 2011, Internacional Esporte Clube - Campo Largo - PR, que mandará os seus Jogos no Estádio Atílio Gionédis. Representando O Estado de Santa Catarina, da Cidade de Biguaçu, O Biguaçu Atlético Clube que foi Campeão Amador de Santa Catarina em 2010. Do Rio Grande do Sul, seu Representante é O Esporte Clube Academia do Morro - Porto Alegre - RS, Campeão Amador do Rio Grande do Sul em 2010. Do Estado de São Paulo, o Seu Representante é O União Vila Sá Futebol Clube - Santo André - SP, Campeão Amador de São Paulo em 2010. O Campeão foi o Internacional Esporte Clube (Paraná), o Vice-Campeão foi o Esporte Clube Academia do Morro (Rio Grande do Sul), o 3º Lugar foi o União Vila Sá Futebol Clube (São Paulo) e o 4º Lugar foi o Biguaçu Atlético Clube (Santa Catarina).
Agora é definitivo. O Caravaggio garantiu o inédito título do Campeonato Sul Brasileiro de Futebol Amador de 2014. No torneio realizado em novembro, o Ferroviários (SP) terminou em primeiro lugar e o time da Montanha ficou com a segunda colocação. Porém o clube paulista perdeu pontos no Tribunal de Justiça Desportiva de Santa Catarina (TJD-SC) por ter atuado com atletas irregulares. Não recorreu da decisão e a equipe de Nova Veneza foi confirmada campeã. Ainda falta a homologação pela Federação, mas não há mais possibilidade de mudança. A taça do Sul Brasileiro será transferida para o Caravaggio.
O Vasco do Jardim Paraiso de Guarulhos é o primeiro time paulista a conquistar o torneio em 29 edições, torneio esse que foi realizado na cidade guarulhos em 2016, entrando para a historia do campeonato mais importante do futebol amador do Brasil.

## Campeões
|     | Ano           | Campeão                             | Vice-Campeão                               | Terceiro lugar                       | Quarto lugar                            |
| --- | ------------- | ----------------------------------- | ------------------------------------------ | ------------------------------------ | --------------------------------------- |
| 1ª  | 1988 Detalhes | 15 de Novembro (Campo Bom)          | União Capão Raso (Curitiba)                | -                                    | -                                       |
| 2ª  | 1989 Detalhes | Vila Fanny (Curitiba)               | Cosuel (Encantado)                         | 15 de Novembro (Campo Bom)           | -                                       |
| 3ª  | 1990 Detalhes | Nova Petrópolis (Nova Petrópolis)   | 15 de Novembro (Campo Bom)                 | Vila Fanny (Curitiba)                | -                                       |
| 4ª  | 1991 Detalhes | Vila Fanny (Curitiba)               | Nova Petrópolis (Nova Petrópolis)          | 15 de Novembro (Campo Bom)           | Trieste (Curitiba)                      |
| 5ª  | 1992 Detalhes | Vila Fanny (Curitiba)               | Nossa Senhora Aparecida (Igaraçu do Tietê) | 15 de Novembro (Campo Bom)           | Atlético de Ibirama (Ibirama)           |
| 6ª  | 1993 Detalhes | Vila Fanny (Curitiba)               | Pérola (São Miguel do Oeste)               | Palmeira (Palmeira)                  | Vila Rosa (Dois Irmãos)                 |
| 7ª  | 1994 Detalhes | Flórida (Flórida)                   | Nova Petrópolis (Nova Petrópolis)          | Pérola (São Miguel do Oeste)         | Vila Fanny (Curitiba)                   |
| 8ª  | 1995 Detalhes | Vila Fanny (Curitiba)               | Maravilha (Maravilha)                      | Nova Petrópolis (Nova Petrópolis)    | Flórida (Flórida)                       |
| 9ª  | 1996 Detalhes | Ivoti (Ivoti)                       | América (Joinville)                        | Vila Fanny (Curitiba)                | Flórida (Flórida)                       |
| 10ª | 1997 Detalhes | Sete de Setembro (Dois Irmãos)      | América (Joinville)                        | Ivoti (Ivoti)                        | Internacional (Campo Largo)             |
| 11ª | 1998 Detalhes | Vila Rosa (Dois Irmãos)             | Sete de Setembro (Dois Irmãos)             | Flórida (Flórida)                    | Metropol (São Carlos)                   |
| 12ª | 1999 Detalhes | Juventude (Lindóia do Sul)          | Vila Rosa (Dois Irmãos)                    | Ivoti (Ivoti)                        | Flórida (Flórida)                       |
| 13ª | 2000 Detalhes | Juventude (Lindóia do Sul)          | Sapiranga (Sapiranga)                      | Olaria (Xanxerê)                     | Ypiranga (Palmeira)                     |
| 14ª | 2001 Detalhes | Juventude (Lindóia do Sul)          | Ivoti (Ivoti)                              | Combate Barreirinha (Curitiba)       | Olaria (Xanxerê)                        |
| 15ª | 2002 Detalhes | Juventude (Lindóia do Sul)          | Colombo (Colombo)                          | Vila Rosa (Dois Irmãos)              | Ajax (Florianópolis)                    |
| 16ª | 2003 Detalhes | Guarani (São Miguel do Oeste)       | Juventude (Lindóia do Sul)                 | Taquarense (Taquara)                 | Combate Barreirinha (Curitiba)          |
| 17ª | 2004 Detalhes | Guarani (São Miguel do Oeste)       | Juventude Operária (Ibirubá)               | Juventude (Lindóia do Sul)           | Engenheiro Beltrão (Engenheiro Beltrão) |
| 18ª | 2005 Detalhes | Botafogo (Fagundes Varela)          | Olaria (Xanxerê)                           | Guarani (São Miguel do Oeste)        | Milan (São José dos Pinhais)            |
| 19ª | 2006 Detalhes | Olaria (Xanxerê)                    | Combate Barreirinha (Curitiba)             | Sete de Setembro (Dois Irmãos)       | Santos/Hinomoto (Presidente Prudente)   |
| 20ª | 2007 Detalhes | Trieste (Curitiba)                  | Americano (Novo Hamburgo)                  | Parque das Nações (Santo André)      | Guarani (São Miguel do Oeste)           |
| 21ª | 2008 Detalhes | Americano (Novo Hamburgo)           | Combate Barreirinha (Curitiba)             | Valtra (Mogi das Cruzes)             | Estrela (Guarulhos)                     |
| 22ª | 2009 Detalhes | Grêmio Ibirubá (Ibirubá)            | Juventude (Lindóia do Sul)                 | São Manoel (São Manoel)              | Real (Santo André)                      |
| 23ª | 2010 Detalhes | Gramadense (Gramado)                | Cometa (Itapiranga)                        | Urano (Curitiba)                     | Valtra (Mogi das Cruzes)                |
| 24ª | 2011 Detalhes | Internacional (Campo Largo)         | Academia do Morro (Porto Alegre)           | União Vila Sá (Santo André)          | Biguaçu (Biguaçu)                       |
| 25ª | 2012 Detalhes | Flamengo (São Valentim)             | Internacional (Campo Largo)                | Boa Vista (Diadema)                  | Olaria (Xanxerê)                        |
| 26ª | 2013 Detalhes | 12 Horas (Porto Alegre)             | Mãe Luzia (Criciúma)                       | Iguaçu (Curitiba)                    | Boa Vista (Diadema)                     |
| 27ª | 2014 Detalhes | Caravaggio (Nova Veneza)            | Bandeirantes (Colombo)                     | Serrano (Canela)                     | Ferroviários (Bragança Paulista)        |
| 28ª | 2015 Detalhes | Rui Barbosa (Morro da Fumaça)       | Ferroviários (Bragança Paulista)           | 12 Horas (Porto Alegre)              | Danúbio (Guarapuava)                    |
| 29ª | 2016 Detalhes | Vasco do Jardim Paraíso (Guarulhos) | Metropolitano (Nova Veneza)                | Internacional (Campo Largo)          | 12 Horas (Porto Alegre)                 |
| 30ª | 2017 Detalhes | 12 Horas (Porto Alegre)             | Botafogo do Jardim São José (Suzano)       | Xanxerê (Xanxerê)                    | Fanático (Campo Largo)                  |
| 31ª | 2018 Detalhes | Metropolitano (Nova Veneza)         | Ferroviários (Bragança Paulista)           | Serraria (Santo Antônio da Patrulha) | Iguaçu (Curitiba)                       |
| 32ª | 2019 Detalhes | Iguaçu (Curitiba)                   | Metropolitano (Nova Veneza)                | Ferroviários (Bragança Paulista)     | Tramandaí (Tramandaí)                   |

### Títulos por Equipe
| Clube                       | Estado            | Títulos                           | Vices           |
| --------------------------- | ----------------- | --------------------------------- | --------------- |
| Vila Fanny                  | Paraná            | 5 (1989, 1991, 1992, 1993 e 1995) | 0               |
| Juventude                   | Santa Catarina    | 4 (1999, 2000, 2001, 2002)        | 2 (2003 e 2009) |
| Guarani                     | Santa Catarina    | 2 (2003 e 2004)                   | 0               |
| 12 Horas                    | Rio Grande do Sul | 2 (2013 e 2017)                   | 0               |
| Metropolitano               | Santa Catarina    | 1 (2018)                          | 2 (2016 e 2019) |
| Nova Petrópolis             | Rio Grande do Sul | 1 (1990)                          | 2 (1991 e 1994) |
| 15 de Novembro              | Rio Grande do Sul | 1 (1988)                          | 1 (1990)        |
| Americano                   | Rio Grande do Sul | 1 (2008)                          | 1 (2007)        |
| Ivoti                       | Rio Grande do Sul | 1 (1996)                          | 1 (2001)        |
| Olaria                      | Santa Catarina    | 1 (2006)                          | 1 (2005)        |
| Sete de Setembro            | Rio Grande do Sul | 1 (1997)                          | 1 (1998)        |
| Vila Rosa                   | Rio Grande do Sul | 1 (1998)                          | 1 (1999)        |
| Internacional               | Paraná            | 1 (2011)                          | 1 (2012)        |
| Iguaçu                      | Paraná            | 1 (2019)                          | 0               |
| Botafogo                    | Rio Grande do Sul | 1 (2005)                          | 0               |
| Flórida                     | Paraná            | 1 (1994)                          | 0               |
| Grêmio Ibirubá              | Rio Grande do Sul | 1 (2009)                          | 0               |
| Trieste                     | Paraná            | 1 (2007)                          | 0               |
| Gramadense                  | Rio Grande do Sul | 1 (2010)                          | 0               |
| Flamengo                    | Rio Grande do Sul | 1 (2012)                          | 0               |
| Caravaggio                  | Santa Catarina    | 1 (2014)                          | 0               |
| Rui Barbosa                 | Santa Catarina    | 1 (2015)                          | 0               |
| Vasco do Jardim Paraíso     | São Paulo         | 1 (2016)                          | 0               |
| América                     | Santa Catarina    | 0                                 | 2 (1996 e 1997) |
| Combate Barreirinha         | Paraná            | 0                                 | 2 (2006 e 2008) |
| Ferroviários                | São Paulo         | 0                                 | 2 (2015 e 2018) |
| Bandeirantes                | Paraná            | 0                                 | 1 (2014)        |
| Colombo                     | Paraná            | 0                                 | 1 (2002)        |
| Cometa                      | Santa Catarina    | 0                                 | 1 (2010)        |
| Cosuel                      | Rio Grande do Sul | 0                                 | 1 (1989)        |
| Juventude Operária          | Rio Grande do Sul | 0                                 | 1 (2004)        |
| Mãe Luzia                   | Santa Catarina    | 0                                 | 1 (2013)        |
| Maravilha                   | Santa Catarina    | 0                                 | 1 (1995)        |
| Nossa Senhora Aparecida     | São Paulo         | 0                                 | 1 (1992)        |
| Pérola                      | Santa Catarina    | 0                                 | 1 (1993)        |
| Sapiranga                   | Rio Grande do Sul | 0                                 | 1 (2000)        |
| União Capão Raso            | Paraná            | 0                                 | 1 (1988)        |
| Botafogo do Jardim São José | São Paulo         | 0                                 | 1 (2017)        |

### Títulos por estado
| Estado            | Títulos | Vices |
| ----------------- | ------- | ----- |
| Rio Grande do Sul | 13      | 11    |
| Santa Catarina    | 10      | 11    |
| Paraná            | 9       | 6     |
| São Paulo         | 1       | 4     |